# Bilanzierungsgrundsätze
Bilanzierungsgrundsätze sind in der Betriebswirtschaftslehre und im Rechnungswesen die bei der Bilanzierung zu beachtenden Grundsätze.

## Allgemeines
Die Bilanzierungsgrundsätze bilden in Deutschland einen Teil der Grundsätze ordnungsmäßiger Buchführung. Es handelt sich um grundlegende Vorschriften, die im Rechnungswesen von allen bilanzierungspflichtigen Unternehmen, gleich welcher Rechtsform, eingehalten werden müssen. Auch die Bilanzierungsgrundsätze dienen dem Gläubigerschutz und sollen die Bilanz- und Finanzanalyse erleichtern, so dass Betriebsvergleiche auf Jahresabschlüssen beruhen, die auf denselben Voraussetzungen aufbauen.
Die Fachliteratur beschrieb erstmals 1899 die Bilanzierungsgrundsätze Bilanzwahrheit und Bilanzklarheit. Beide „können nur die Ziele bedeuten, auf die man hinarbeiten soll, die man aber vollständig nie erreichen wird“.

## Arten
Allgemein kann unterschieden werden zwischen den Bilanzierungsgrundsätzen des Handelsgesetzbuchs (HGB) und denen der International Financial Reporting Standards
(IFRS).
Bilanzierungsgrundsätze des HGB
Das HGB kennt folgende Grundsätze:
| Grundsatz                         | Inhalt | Rechtsgrundlage                                 |
| --------------------------------- | --- | ----------------------------------------------- |
| Bilanzidentität                   | die Eröffnungsbilanz muss mit der Schlussbilanz des vorangegangenen Geschäftsjahres übereinstimmen | § 252 Abs. 1 Nr. 1 HGB                          |
| Bilanzklarheit                    | die Bilanz und Gewinn- und Verlustrechnung müssen bestimmten formalen (äußerlichen) Gliederungs- und Gestaltungsprinzipien entsprechen                                                                                       | insbesondere § 264 Abs. 2 Satz 1 HGB, § 266 HGB |
| Bilanzkontinuität                 | mehrere zeitlich aufeinander folgende Jahresabschlüsse müssen sowohl die gleichen Gliederungen aufweisen (formelle Bilanzkontinuität) als auch möglichst gleichen Bewertungsprinzipien folgen (materielle Bilanzkontinuität) | § 252 Abs. 1 Nr. 1 und Nr. 6 HGB                |
| Bilanzwahrheit                    | der Jahresabschluss muss inhaltliche Richtigkeit, Vollständigkeit und Willkürfreiheit aufweisen | § 239 Abs. 2 HGB, § 246 Abs. 1 HGB              |
| wirtschaftliche Betrachtungsweise | bilanzielle Sachverhalte sind im Zweifel nach dem wirtschaftlichen Ergebnis und weniger nach ihrer Form zu beurteilen | § 246 Abs. 1 Satz 2 HGB                         |

So verlangt beispielsweise der Grundsatz der Bilanzwahrheit unter anderem, dass sämtliche Aktiva und Passiva sowie Aufwand und Ertrag vollständig zu erfassen sind. Die Vollständigkeit wird durch ein Verrechnungsverbot erhöht. Nur sehr wenige Tatbestände unterliegen einem Aktivierungsverbot.
Durch das Bilanzrechtsmodernisierungsgesetz (BilMoG) wurde im Mai 2009 das Gebot der Ansatzstetigkeit zum Bilanzierungsgrundsatz erhoben. Sieht das Gesetz Ansatzwahlrechte vor, müssen demnach einmal ausgeübte Ansatzwahlrechte beibehalten bleiben (Ansatzstetigkeit; § 246 Abs. 3 HGB).
Bilanzierungsgrundsätze des IFRS
Die IFRS kennen folgende Grundsätze:
| Grundsatz                        | Inhalt | Rechtsgrundlage                                        |
| -------------------------------- | --- | ------------------------------------------------------ |
| englisch true and fair view      | der Jahresabschluss muss ein den tatsächlichen Verhältnissen entsprechendes Bild der Vermögens-, Finanz- und Ertragslage vermitteln | IAS 1.15                                               |
| englisch going concern           | Fortführungsprinzip | IAS 1.25 ff.                                           |
| englisch accrual accounting      | periodengerechte Gewinnermittlung, Rechnungsabgrenzung                                                                              | IASB (Hrsg.), Accrual Accounting, März 2018, 1.17, A22 |
| englisch relevance               | Informationen gelten als relevant, wenn sie Entscheidungen von Adressaten des Jahresabschlusses beeinflussen                        | IAS 1.29 ff.                                           |
| englisch faithful representation | Glaubwürdigkeit, Vollständigkeit, Neutralität und Fehlerfreiheit des Jahresabschlusses                                              | IAS 1.15                                               |
| englisch substance over form     | wirtschaftliche Betrachtungsweise                                                                                                   | SIC-27                                                 |

Ein wesentlicher Teil der Bilanzierungsgrundsätze nach IAS ist im Rahmenwerk (englisch framework) des IASB  geregelt. Da dieses Rahmenwerk nicht den Rechtsstatus eines IAS-Standards besitzt, ist es als Empfehlung anzusehen.

## International
Die unternehmensrechtliche Rechnungslegung ist auch in Österreich prinzipienorientiert ausgelegt und geht mit einer Beachtung der unternehmensrechtlichen Grundsätze ordnungsmäßiger Buchführung (GoB) einher. Sie ist dort in den §§ 190 ff. UGB geregelt. Die wesentlichen Bilanzierungsgrundsätze enthält § 201 UGB.
In der Schweiz sind die GoB in den Art. 957a Abs. 2 OR, Art. 958 OR, Art. 958a und Art. 958b OR und Art. 958c OR kodifiziert.
Die Einbeziehung der Bilanzierungsgrundsätze der IFRS in den EU-Mitgliedstaaten ist durch die Verordnung (EG) Nr. 1606/2002 vom 19. Juli 2002 betreffend die Anwendung internationaler Rechnungslegungsstandards auf kapitalmarktorientierte Kapitalgesellschaften beschränkt und wird in Deutschland durch § 264d HGB und § 315e HGB sichergestellt.

## Wirtschaftliche Aspekte
Gemäß § 243 Abs. 1 HGB ist der Jahresabschluss nach den Grundsätzen ordnungsmäßiger Buchführung aufzustellen. Im Grunde genommen bilden zwei Grundsätze die Basis für die gesamte Rechnungslegung: materiell die Bilanzwahrheit und formell die Bilanzklarheit. Bilanzierungsgrundsätze sind gesetzliche Vorschriften, die bestimmen, ob und wie ein Vermögenswert oder eine Kapitalposition zu bilanzieren ist oder nicht. Die Bilanz- und Finanzanalyse können deshalb bei testierten Jahresabschlüssen davon ausgehen, dass sie ein „getreues Bilanzbild“ (englisch true and fair view) von den tatsächlichen wirtschaftlichen Verhältnissen eines Unternehmens vermitteln.